# Finale di European Rugby Champions Cup 2020-2021
La finale di European Rugby Champions Cup 2020-21 fu la gara di assegnazione del titolo di campione della 26ª edizione della massima competizione europea per club di rugby a 15.
Si tenne a Londra il 23 maggio 2021, e fu un derby francese tra la debuttante La Rochelle e la plurivincitrice Tolosa, che si aggiudicò 22-17 l'incontro e vinse la sua quinta Coppa d'Europa complessiva.

## Il percorso dei club finalisti
Rispetto alla suddivisione degli anni precedenti in cinque gruppi da quattro squadre ciascuno, per l'edizione 2020-21 parteciparono 24 club ripartiti in due gironi da 12 ciascuno con un set ridotto di incontri per fare fronte alle limitazioni imposte dalle norme di contrasto alla pandemia di COVID-19.
Ulteriori complicazioni sanitarie (seconda ondata epidemica a fine 2020) causarono dapprima l'interruzione del torneo e il successivo congelamento della classifica alle sole gare d'andata, con conseguente passaggio ai play-off di sedici squadre, otto per girone.

### La Rochelle
Il breve cammino dello Stade rochelais nella fase a gironi si risolse di fatto nell'unica vittoria sul campo, a Edimburgo in un Murrayfield deserto, per 13-8 contro la locale franchise scozzese; l'altro incontro, in programma contro Bath, fu dato vinto 28-0 ai francesi per decisione del giudice sportivo, dopo che il club inglese dichiarò di non poter schierare la squadra in condizioni di sicurezza.
Nel suo ottavo di finale, La Rochelle eliminò Gloucester a Kingsholm per 27-16 al termine di una prestazione solida in cui gli inglesi, tranne un breve intervallo nel primo tempo, inseguirono sempre nel punteggio e realizzarono solo tre punti nella ripresa.
Più netta la vittoria interna per 45-21 al Deflandre contro un'altra inglese, Sale Sharks, ancora in gara all'intervallo (solo -2 grazie a una meta nel recupero del primo tempo), ma che subì 27 punti francesi contro solo 5 marcati.
Prima semifinale di sempre per la squadra della Charente, da affrontare, ancora in casa, contro Leinster.
A fronte di un incontro bloccato per più di tre quarti di gara e fino a quel momento sul 18-16 per i francesi, giunsero due mete negli ultimi quindici minuti di gioco ad allungare il vantaggio a +16; Leinster non riuscì a rispondere se non parzialmente a tale break, andando in meta a tre minuti dalla fine quando ormai la situazione non era più recuperabile.

### Tolosa
Stessa progressione nella fase a gironi per lo Stade Toulousain: a fronte di una vittoria esterna a Belfast contro Ulster per 29-22, la seconda vittoria fu un 28-0 deciso dal giudice sportivo per impossibilità dei campioni uscenti di Exeter a viaggiare in Francia.
Tolosa venne a capo di un ottavo di finale spettacolare a Limerick contro Munster dopo che la formazione irlandese aveva chiuso il primo tempo in vantaggio di sette punti: nella seconda frazione quattro mete francesi e 31 punti totali ribaltarono tale gap, e non bastarono a Munster i 17 punti marcati dopo la ripresa del gioco per evitare la sconfita per 33-40.
L'incontro dei quarti fu un derby disputato in trasferta nello stadio del Clermont: si trattò di una gara molto chiusa e tattica, senza mete e sfavorita, nello sviluppo del gioco, dalla pioggia battente sull'Alvernia; in parità sul 12-12 a venti minuti dalla fine, Tolosa capitalizzò sull'indisciplina avversaria e mise a segno tre piazzati con Romain Ntamack per chiudere sul 21-12 e andare in semifinale.
La semifinale fu un derby della Garonna, con Tolosa ad affrontare i connazionali del Bordeaux Bègles; nonostante l'intensità di gioco messa in campo dai bordolesi, la maggiore esperienza dei tolosani ebbe la meglio e lo Stade si impose per 21-9 raggiungendo la sua settima finale europea.

## La finale
La finale avrebbe dovuto tenersi a Marsiglia a titolo di compensazione verso la città, privata l'anno prima della gara per il titolo per motivi sanitari; tuttavia le restrizioni sanitarie imposte dal governo resero impossibile, per la seconda volta consecutiva, disputare in Francia la finale, che fu dirottata allo stadio di Twickenham a Londra; le autorità permisero l'accesso solo a 10000 spettatori, 250 dei quali appartenenti al servizio sanitario nazionale britannico, in riconoscimento del loro lavoro in contrasto alla pandemia.
La gara fu il sesto confronto tra club francesi, primo dal 2015; alla direzione il giovane arbitro inglese Luke Pearce, alla sua prima finale in tale torneo.
Così come in semifinale, anche nella gara decisiva per il titolo Tolosa fece pesare la sua maggiore esperienza ad alti livelli: fino a metà ripresa non furono marcate mete e l'incontro si resse sul confronto tra i due calciatori, West per i Marittimi e Ntamack per i tolosani, ma Tolosa riuscì a minimizzare gli effetti di un'avversaria piena d'iniziativa finendo solo con tre punti di distacco all'intervallo, 9-12, ma avanti di un uomo per via dell'espulsione di Botia per un placcaggio pericoloso.
La ripresa, nonostante La Rochelle in quattordici uomini, vide ancora equilibrio fino alla meta dell'argentino del Tolosa Juan Mallía quando la situazione era sul 12 pari: avanti di sette punti, La Rochelle non riuscì a ritrovare la precisione e l'iniziativa del primo tempo, e subì un'altra penalità che permise a Tolosa di portarsi avanti di dieci punti a dieci minuti dalla fine: la meta di Kerr-Barlow non fu tuttavia sufficiente, anche perché West mancò la trasformazione, a rimettere in discussione il risultato: Tolosa congelò il gioco con il mestiere e guidò in porto il risultato finale di 22-17 che le valse la quinta Coppa d'Europa complessiva, record della competizione.

## Tabellino dell'incontro
| Arbitro: | Luke Pearce |

| |              | |
| Kerr-Barlow 72’ | mt           | 59’ Mallía |
| | tr           | 59’ R. Ntamack |
| I. West 7’, 26’, 32’, 40’ | c.p.         | 4’, 10’, 37’, 46’, 69’ R. Ntamack |
| · Dulin · 51’ 60’ 67’ Leyds · Doumayrou · 27’ Botia · Rhule · West · Kerr-Barlow · 54’ Vito · 60’ Gourdon · Alldritt · Skelton · Sazy · 64’ Atonio · 60’ Bourgarit · 41’ Priso | Formazioni   | · Médard 28’ 37’ · Kolbe · Mallía · Ahki · Lebel · Ntamack · Dupont · Kaino 54’ · Cros · Elstadt 31-41’ · Ri. Arnold 9’ · Ro. Arnold 69’ · Faumuina 64’ · Mauvaka 69’ · Baille 69’ 79’ |
| · 60’ Bosch · 41’ Wardi · 64’ Joly · 61’ Lavault · 54’ Liebenberg · 60’ 61’ Boudehent · 51’ 60’ 67’ Retière · Jules Plisson                                                    | Sostituzioni | · G. Marchand 69’ · Castets 69’ 79’ · Ainu'u 64’ · Tekori 9’ · Flament 69’ · Tolofua 54’ · Germain · Ramos 28’ 37’                                                                     |
| Jono Gibbes | Allenatori   | Ugo Mola |